# Humbug
Humbug, il cui vero nome è Buck Mitty, è un personaggio dei fumetti creato da David Michelinie (testi) e Marc Silvestri (disegni) nel 1986, pubblicato dalla Marvel Comics. In passato si scontrò con l'Uomo Ragno ma adesso è un supereroe.

## Biografia del personaggio
Buck Mitty era un professore d'entomologia all'Empire State Università quando si ritrovò al verde e costruì un'armatura, che sfruttava delle raffiche acustiche, per commettere delle rapine.
Venne sconfitto facilmente dall'Uomo Ragno due volte: prima Peter usò il suo potere contro di lui, poi minacciò di uccidere i suoi scarafaggi.
Un collega di Mitty ingaggiò Deadpool per ucciderlo. Il mercenario si sbarazzò di lui facilmente, gli versò del miele addosso e lo fece aggredire da formiche rosse.

## Civil War
Durante Civil War, Buck si unisce agli Eroi in vendita.

## Poteri e abilità
Humbug ha inventato un'apparecchiatura che gli permette di emettere raffiche sonore attraverso l'amplificazione dei rumori emessi dagli insetti.